# Тумаркин, Юрий Александрович
Юрий Александрович Тумаркин (1944—2004) — российский режиссёр, заслуженный работник культуры Российской Федерации (1995).

## Биография
Юрий Александрович Тумаркин родился в поселке Мстёра Вязниковского района Владимирской области в творческой семье. Его отец — Александр Данилович Тумаркин был директором Дом культуры Владимирского химического завода, писал стихи. Его прадед (отец бабушки, Магды Вениаминовны Тумаркиной) — театральный актер, антрепренер, импресарио, мемуарист Вениамин Иванович Никулин.
Еще в школе начал заниматься в народном театре. В 1976 году окончил Театральное училище имени Б. Щукина по специальности «режиссёр». Во Владимире работал корреспондентом и диктором областного радио, поставил несколько спектаклей во Владимирском театре кукол.
В 1995 году Ю.Тумаркин возглавил открывшийся областной Дом работников искусств, которому и посвятил последние десять лет своей жизни. Именно при нём ОДРИ стал тем культурным центром, где регулярно проходят различные концерты, спектакли, выставки, семинары и тематические вечера. По приглашению Юрия Тумаркина во Владимир приезжали и выступали в ОДРИ народные артисты России Мария Аронова, Александр Михайлов, Владимир Стеклов. В доме работников искусств открывали и новые имена, к примеру, там выступал будущий известный пианист Денис Мацуев. Тумаркин был режиссёром-постановщиком Дней города Владимира.
Ю.А. Тумаркин умер 5 апреля 2004 года. Похоронен на городском кладбище «Улыбышево».

## Память
В 2013 году после обращения общественности Государственному автономному учреждению культуры «Владимирский областной дом работников искусств» было присвоено имя Ю. А. Тумаркина.
В феврале 2014 года с просьбой оказать содействие в изготовлении и установке мемориальной доски первому директору областного Дома работников искусств Юрию Александровичу Тумаркину на здании, где он работал, обратились народные артисты России Александр Калягин, Евгений Стеблов, Евгений Герчаков, Юрий Назаров, режиссёр Андрей Житинкин, художественный руководитель московского «Театра Луны» Сергей Проханов, продюсер Марк Рудинштейн, заслуженная артистка России Анна Терехова, режиссёр Владимир Лаптев и театровед Татьяна Никитина. В ноябре того же года на здании Владимирского областного дома работников искусства имени Ю. А. Тумаркина была открыта мемориальная доска Заслуженному работнику культуры РФ Юрию Тумаркину работы Ильи Владимировича Шанина. Финансирование работ по изготовлению и установке мемориальной доски велось за счёт средств Департамента культуры Владимирской области, Областного дома работников искусств, автора проекта — скульптора Ильи Шанина, журналиста Юрия Борисова и артиста Владимира Лаптева.